# Fruktkött

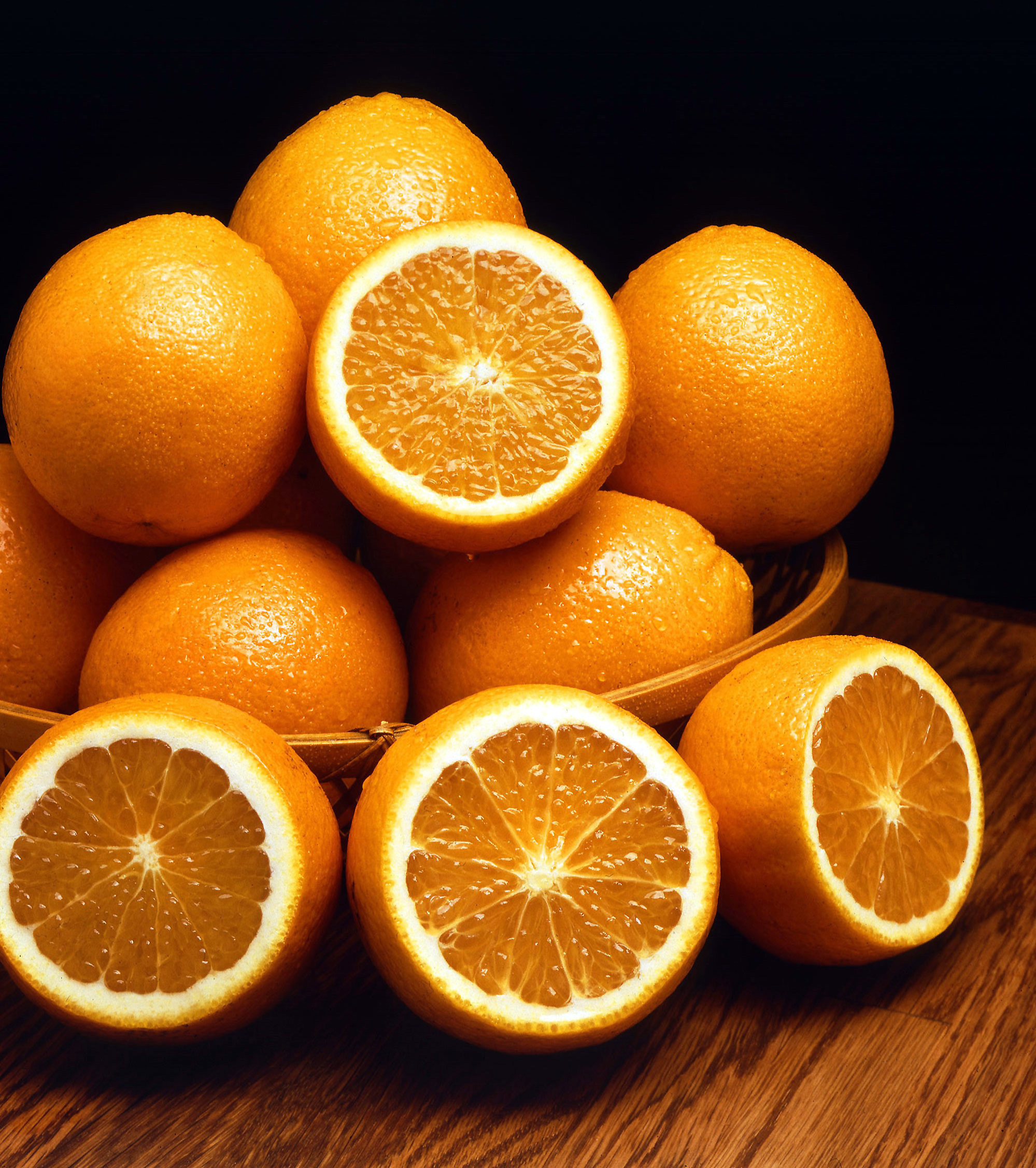
Bild där man kan se apelsiners fruktkött

Fruktkött är växtcellvävnad som tjänar till att förbättra spridningen av växtens frön.
Fruktköttet samt de däri inbäddade fröna bildar frukten. Anordningen av enskilda frukter tillsammans på växten betecknas som syncarp.
Växter är för det mesta hänvisade till djur för att få sina frön utspridda över långa distanser. Därför omges det ofta osmältbara fröet av välsmakande och näringsrikt fruktkött. Djuren äter frukterna och fröna men utsöndrar de sistnämnda osmälta på en plats längre bort. På så sätt sprider sig dessa växtarter snabbare.
I motsats till nöten, där fröet självt egentligen är djurens mat, äts frön i fruktkött oavsiktligt. I en jämförelse mellan dessa metoder för att sprida frön, är fördelen med fruktkött, att växten måste producera färre frön för att få lika många av dem utspridda, eftersom det inte bara är i förråd glömda och tappade frön som kommer att gro. Dessutom finns inget hårt fruktskal, som skyddar fröna och bara kan öppnas av specialiserade djur. Tvärtom tycker många djurarter om fruktköttet, och bidrar därför till spridningen. När fröet utsöndras tillsammans med spillningen, ligger det genast i en miljö, som innehåller många näringsämnen.
Hos stenfrukter, som för det mesta äts av fåglar, görs fruktköttet fritt från stenen med näbben och bara detta förtärs, medan stenen tappas.